# Acoso y derribo

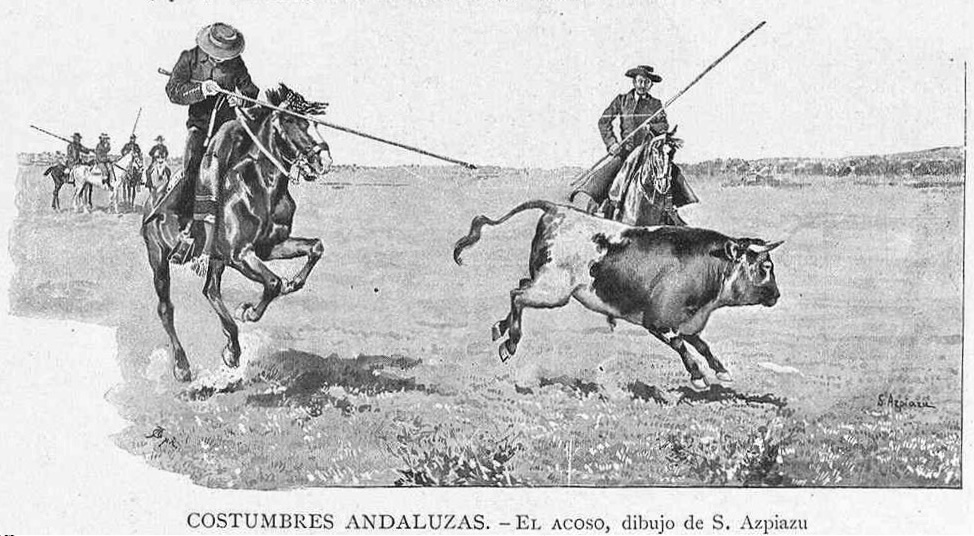
«Costumbres andaluzas. El acoso». Dibujo de Salvador Azpiazu.

El acoso y derribo es una competición ecuestre que se realiza por pareja, denominándose un participante «garrochista» y el otro «amparador». El objetivo consiste en voltear un toro con la ayuda de una garrocha o pértiga.
El lugar donde se desarrolla esta competición está dividido en cuatro zonas diferenciadas:
- Rodeo, lugar o corral donde se encuentran las reses antes de ser seleccionadas para la competición.
- Corredero, espacio entre el rodeo y el cuadrilátero, donde se lleva a cabo la parte del acoso.
- Cuadrilátero o soltadero, zona rectangular con los vértices marcados por banderas donde debe llevarse a cabo el derribo.
- Corrales de querencia, uno o más corrales donde permanecen las reses antes de ser llevadas al rodeo, y a donde se las conduce tras el derribo.

En 2010, la Real Federación Hípica Española decidió en asamblea dar de baja estas competiciones de su catálogo de disciplinas hípicas.